# 火车站街道 (西宁市)
火车站街道，是中华人民共和国青海省西宁市城东区下辖的一个乡镇级行政单位。

## 行政区划
火车站街道下辖以下地区：
火车站社区、中庄社区和王家庄村。